# J. D. Morgan
J. D. Morgan (3 de marzo de 1919 – 16 de diciembre de 1980) fue un jugador de tenis, entrenador y coordinador deportivo estadounidense. Estuvo vinculado al departamento deportivo de la UCLA (Universidad de California en Los Ángeles) durante más de cuarenta años y fue jugador de tenis de esta universidad de 1938 a 1941. Ocho años después y hasta 1966 trabajó como entrenador principal de tenis universitario, periodo en el que consiguió llevar a los Bruins a ocho campeonatos masculinos de la NCAA (Asociación Nacional Atlética Colegial). También ejerció como coordinador deportivo entre 1963 y 1979, el mismo lapso de tiempo en el que la universidad ganó 30 campeonatos de la NCAA, diez de los cuales eran de baloncesto masculino.

## Biografía
J.D. Morgan nació en Newcastle, Oklahoma. Su relación con el deporte comenzó en Cordell High School, un instituto situado en Cordell, Oklahoma, donde jugaba al fútbol, baloncesto, tenis y béisbol.
Su unión de por vida con la UCLA empezó a finales de los años treinta. Recibió durante cuatro años la máxima distinción como deportista en la universidad: fue jugador de la selección de la escuela y, en 1941, capitán del equipo de tenis. 
Durante la Segunda Guerra Mundial, Morgan sirvió en la Armada de los Estados Unidos y fue comandante de un buque torpedero durante el teatro de operaciones de la Guerra del Pacífico. En 1946, Morgan regresó a UCLA como ayudante de entrenador de tenis bajo las directrices de William C. Ackerman. Asumió el puesto de entrenador principal en 1949, cargo que ocupó hasta 1966. La UCLA ganó ocho campeonatos de la NCAA durante el período en el que Morgan fue entrenador del equipo masculino de tenis, exactamente los años 1950, 1952, 1953, 1954, 1956, 1960, 1961 y 1965. En los equipos ganadores también había campeones individuales como la estadounidense Edith Sigourney y el puertorriqueño Charles Pasarell.
En 1963, se le encomendó una nueva responsabilidad que consistía en trabajar como coordinador deportivo de la UCLA. Dimitió como entrenador de tenis en 1966, pero continuó ejerciendo como coordinador deportivo hasta 1979. Durante los 16 años que Morgan ocupó este cargo fue reconocido por “revitalizar el programa de deportes, impulsar a los Bruins hacia una posición destacada a nivel nacional y, finalmente, redefinir la UCLA como un modelo a seguir para las universidades del país”.
Durante su etapa como coordinador deportivo, la UCLA ganó 30 campeonatos NCAA: diez de baloncesto, siete de vóleibol, seis de tenis, cuatro de atletismo y tres de waterpolo. Además, contrató a Tommy Prothro como entrenador de fútbol y los equipos Bruins participaron en cuatro bowls, dos de los cuales eran Rose Bowls. Morgan también supervisó los últimos detalles de la construcción del pabellón Pauley y las obras del Drake Stadium, del Spaulding Field y de un cobertizo de botes para la tripulación de Marina del Rey.
A Morgan se le conocía por su competitividad innata y una personalidad que algunos describían como «difícil e incluso arrogante». En sus primeros años como coordinador deportivo de UCLA, se sentaba junto a John Wooden en los partidos de baloncesto y era famoso por menospreciar a los árbitros desde el banquillo. Según se comenta, los arrebatos de Morgan terminaron con la prohibición de que los coordinadores deportivos se sentaran en el banquillo durante los partidos de baloncesto.
En 1979, Morgan se retiró por problemas de salud. Murió un año después con 61 años.
En 1983, el edificio de la UCLA donde se encuentra el departamento deportivo de la universidad y que incluye el personal administrativo y técnico adoptó el nombre de J.D. Morgan en su honor.